# Mistrzostwa Europy U-21 w Piłce Nożnej 2000
Mistrzostwa Europy U-21 w piłce nożnej 2000 odbywały się w dniach 27 maja–4 czerwca 2000 roku na Słowacji. Turniej stanowił jednocześnie finałową kwalifikację do igrzysk w Sydney (awansowały pierwsze cztery zespoły).

## Kwalifikacje
W kwalifikacjach brali udział 47 drużyn narodowych U-21, podzielonych na 9 grup, w których znajdowało się 5 lub 6 zespołów. Mistrzowie i siedem najlepszych zespołów z drugich miejsc awansowali do fazy play-off, z której zostały wyłonionych ośmioro finalistów turnieju głównego.

## Pierwsza runda grupowa

### Grupa A
| 27 maja Trencin |  | Hiszpania | 1 | – | 1 (0-0) | Czechy |

| 27 maja Trnava |  | Chorwacja | 1 | – | 2 (1-1) | Holandia |

| 29 maja Trnava |  | Hiszpania | 0 | – | 0 | Chorwacja |

| 29 maja Trencin  |  | Czechy    | 3 | – | 1 (1-1) | Holandia  |
| 1 czerwca Trnava |  | Czechy    | 4 | – | 3 (1-1) | Chorwacja |
| 1 czerwca Trnava |  | Hiszpania | 1 | – | 0 (1-0) | Holandia  |

#### Tabela końcowa
Grupa A
| M | Reprezentacja | L.m. | Zw. | Rem. | Por. | Bramki | R.br. | Pkt |
| 1 | Czechy        | 3    | 2   | 1    | 0    | 8:5    | +3    | 7   |
| 2 | Hiszpania     | 3    | 1   | 2    | 0    | 2:1    | +1    | 5   |
| 3 | Holandia      | 3    | 1   | 0    | 2    | 3:5    | –2    | 3   |
| 4 | Chorwacja     | 3    | 0   | 1    | 2    | 4:6    | –2    | 1   |

### Grupa B
| 27 maja Bratysława |  | Włochy | 2 | – | 0 (2-0) | Anglia |

| 27 maja Bratysława |  | Słowacja | 2 | – | 1 (1-0) | Turcja |

| 29 maja Bratysława   |  | Anglia   | 6 | – | 0 (2-0) | Turcja |
| 29 maja Bratysława   |  | Słowacja | 1 | – | 1 (0-1) | Włochy |
| 1 czerwca Bratysława |  | Włochy   | 3 | – | 1 (2-0) | Turcja |
| 1 czerwca Bratysława |  | Słowacja | 2 | – | 0 (0-0) | Anglia |

#### Tabela końcowa
Grupa B
| M | Reprezentacja | L.m. | Zw. | Rem. | Por. | Bramki | R.br. | Pkt |
| 1 | Włochy        | 3    | 2   | 1    | 0    | 6:2    | +4    | 7   |
| 2 | Słowacja      | 3    | 2   | 1    | 0    | 5:2    | +3    | 7   |
| 3 | Anglia        | 3    | 1   | 0    | 2    | 6:4    | +2    | 3   |
| 4 | Turcja        | 3    | 0   | 0    | 3    | 2:11   | –9    | 0   |

## O trzecie miejsce
| 4 czerwca Bratysława |  | Słowacja | 0 | – | 1 (0-0) | Hiszpania |

## Finał
| 4 czerwca Bratysława |  | Włochy | 2 | – | 1 (1-0) | Czechy |

Triumfatorem Mistrzostw Europy U-21 2000 została reprezentacja Włoch.